# یوها هاکولا
یوها هاکولا (فنلاندی: Juha Hakola؛ زادهٔ ۲۷ اکتبر ۱۹۸۷) بازیکن فوتبال اهل فنلاند است.
از باشگاه‌هایی که او در آن بازی کرده‌، می‌توان به باشگاه فوتبال هلسینکی، باشگاه فوتبال کوپیون پالوسئورا، باشگاه فوتبال ویلم دوم، باشگاه فوتبال فلورا تالین، باشگاه فوتبال هراکس آلملو، باشگاه فوتبال آریس لیماسول و باشگاه فوتبال فرنتس‌واروش اشاره کرد.
هاکولا همچنین در تیم‌های ملی فوتبال زیر ۲۱ سال فنلاند، فنلاند، و فنلاند، بازی کرده‌است.